# Krieger des Lichts
Krieger des Lichts (Originaltitel: Fading of the Cries) ist ein US-amerikanischer Horror-/Fantasyfilm von Brian A. Metcalf aus dem Jahr 2010.

## Handlung
Der Film verläuft in drei Zeitebenen, die abwechselnd dargestellt werden. Der besseren Verständlichkeit wegen werden diese in chronologischer Reihenfolge nacherzählt:
Nachdem der Romanautor Michael Frau und Tochter bei einem tragischen Unfall verloren hatte, zog er in ein altes Herrenhaus, um über ihren Tod hinwegzukommen und neue Ideen für seinen nächsten Roman zu sammeln. Er findet eines Nachts ein altes Zauberbuch und einen Runenstein, die beide dem Totenbeschwörer Mathias gehören. Mit den Utensilien übt er sich in schwarzer Magie und beschwört Dämonen. Als ihm die Macht zu Kopf steigt, beschließt er die Rune seiner kleinen Nichte Jill zu vermachen. Kurz darauf wird er von Mathias getötet und seine Familie auf alle Zeiten verflucht.
Jacob zieht mit seiner Familie in das alte Herrenhaus ein. Als er eines Tages nach Hause kommt, muss er mit ansehen, wie Mathias seine Familie tötet. Auch er wird von den Dämonen attackiert und verliert sein Leben. Jedoch kommt er, mit einem uralten Schwert bewaffnet, zurück auf die Welt und wacht nun als eine Art Schutzzauber über den Ort.
In der Gegenwart: Sarah wohnt als rebellischer Teenager mit ihrer alkoholkranken Mutter Maggie und ihrer kleinen Schwester Jill zusammen. Nach einem Streit mit ihrer Mutter nimmt sie die Rune an sich und trifft sich mit ihrer Freundin. In diesem Moment bevölkern Zombies die Straßen des kleinen Ortes. Jacob taucht auf und verhilft ihr zur Flucht. Gemeinsam fliehen sie vor den Zombiehorden und müssen gegen die Dämonen von Mathias kämpfen. Mathias kidnappt derweil Jill und fordert so die Rune von Sarah zurück. Nun geht Jacob alleine zum alten Herrenhaus und versucht dem Totenbeschwörer ein Ende zu setzen. Er kann Jill befreien und den Runenstein zerstören, aber für Sarah und ihre Mutter ist es zu spät. Sie werden von den Zombies getötet. Jacob geht zurück zum Herrenhaus und beschließt den Totenbeschwörer, der zwar noch unsterblich ist, aber all seiner Macht beraubt, bis in die Unendlichkeit zu quälen.

## Hintergrund
Bei Krieger des Lichts handelt es sich um das Spielfilmdebüt von Regisseur Brian A. Metcalf. Gedreht wurde 2010 im Großraum Los Angeles, unter anderem, in Woodland Hills, Pasadena und auf der Disney Golden Oak Ranch (Santa Clarita). Regisseur Brian A. Metcalf gab an, dass die Grundidee zu Krieger des Lichts bereits seit seiner Kindheit bestand. Über die Jahre wuchs die Geschichte an. Die Charakterzeichnung basiere auf Personen, die ihm persönlich bekannt waren.
Der Film ist in Deutschland am 11. August 2011 als DVD und Blu-Ray erschienen. Eine Verleihfassung wurde bereits vorher veröffentlicht.

## Kritiken
Das Lexikon des internationalen Films befindet, dass der Film „visuell einiges bietet, aber durch die hölzernen Dialoge mindestens ebenso viel verschenkt“. Variety bewertete den Film als „schlechte Mischung aus übernatürlichen Zutaten und verschiedenen Genre-Elementen, die nicht zusammenpassen. Alte Hammer-Filme, Romero-mäßige Zombies, Totenbeschwörung im Stil von Tanz der Teufel und Sword-and-Sorcery-Elementen mit unglaublich schlecht aussehenden Spezialeffekten […]“.